# Nick Blood
Nick Blood (Aylesbury; 20 de marzo de 1982) es un actor y escritor británico. Es más conocido por interpretar a Lance Hunter en la serie Agents of S.H.I.E.L.D.

## Biografía
Nick Blood nació en Aylesbury, Buckinghamshire (Inglaterra), el 20 de marzo de 1982. Se unió al club de teatro local a la edad de 7 años y pronto se dio cuenta de que quería convertirse en actor. Blood asistió a la escuela primaria local de la Iglesia de Inglaterra Wingrave antes de ser alumno de la escuela secundaria Sir Henry Floyd en Aylesbury, seguido del sexto grado en la Cedars Upper School antes de asistir a la Universidad de Brístol. Encontró su camino hacia la actuación a través del ITV Drama Club. Posteriormente, Blood asistió a la Academia de Música y Arte Dramático de Londres.
Además de actuar, trabaja como escritor junto a su amigo, el actor Ben Deery, bajo el nombre colectivo de "WE.BUY.GOLD".
Actualmente está casado con la modelo Emory Ault y es fanático del Liverpool FC.

## Carrera
En 2010 interpretó a Alex, amigo de la joven diseñadora Ali Redcliffe (Lenora Crichlow) y asistente de la diseñadora Davina Bailey (Dervla Kirwan), en la serie Material Girl.
En 2011 se unió al elenco principal de la primera temporada de la serie Trollied, donde interpretó a Kieran, hasta 2013, luego de finalizar la tercera temporada.
Ese mismo año apareció como invitado en el quinto episodio de la tercera temporada de la serie Misfits, donde interpretó a Dom, el novio de Jen, una joven que está en coma.
En 2013 se unió al elenco de la serie Him & Her, donde dio vida a Lee, el exnovio de Becky (Sarah Solemani).
En 2014 apareció como personaje recurrente de la serie The Bletchley Circle, donde interpretó al oficial de policía Ben y en la miniserie Babylon, donde interpretó al oficial Warwick.
A finales de julio del mismo año se anunció que Nick Blood se uniría al elenco recurrente de la segunda temporada de la serie Agents of S.H.I.E.L.D., donde interpretaría a Lance Hunter, un exagente de la inteligencia británica conocida como "STRIKE" que llega y se une al equipo del director Phil Coulson. En 2016 se anunció que Nick Blood dejaría la serie para protagonizar su propia serie, Marvel's Most Wanted, la cual se centraría alrededor del personaje de Hunter y el de Bobbi Morse, sin embargo la cadena ABC decidió no seguir adelante con el episodio piloto y el proyecto fue cancelado.

## Filmografía

### Televisión
| Año                   | Título                 | Papel           | Notas                                                                    |
| --------------------- | ---------------------- | --------------- | ------------------------------------------------------------------------ |
| 2024                  | Chacal                 | Vincent Pyne    |                                                                          |
| 2022                  | Andor                  | Cabo Kimzi      | 2 episodios                                                              |
| 2019-2022             | Euphoria               | Gus             | 5 episodios                                                              |
| 2014-2016; 2017; 2018 | Agents of S.H.I.E.L.D. | Lance Hunter    | Elenco principal (temporadas 2 y 3); 32 episodios Invitado (temporada 5) |
| 2014                  | Babylon                | Warwick         | 7 episodios - miniserie                                                  |
| 2014                  | The Bletchley Circle   | Ben Gladstone   | 4 episodios                                                              |
| 2013                  | Him & Her              | Lee             | 5 episodios                                                              |
| 2011-2013             | Trollied               | Kieran          | 26 episodios                                                             |
| 2012                  | Public Enemies         | Glen Smithfield | 2 episodios                                                              |
| 2011                  | Misfits                | Dom             | Episodio # 3.5                                                           |
| 2010                  | Combat Kids            | Paul            | 3 episodios                                                              |
| 2010                  | Material Girl          | Alex            | 6 episodios                                                              |
| 2009                  | The Bill               | Mick Jones      | 2 episodios                                                              |

### Cine
| Año  | Título               | Papel          | Notas |
| ---- | -------------------- | -------------- | --- |
| TBA  | Body of Water        | Shaun          | Junto a Sian Brooke, Amanda Burton y Fabienne Piolini-Castle                                                                |
| 2019 | Surveillance         | Keith Whittier | Película para televisión; junto a Sophia Bush, Allen Leech y Matthew Modine                                                 |
| 2018 | Say My Name          | Statton Taylor | Junto a Lisa Brenner y Celyn Jones                                                                                          |
| 2018 | Still                | Adam           | Junto a Lydia Wilson y Madeline Brewer                                                                                      |
| 2017 | Shamed               | Nathan Bowyar  | Película para televisión; junto a Tanya Fear y Faye Marsay                                                                  |
| 2016 | Marvel's Most Wanted | Lance Hunter   | Junto a Adrianne Palicki, Oded Fehr, Delroy Lindo, Mckenna Grace y Fernanda Andrade                                         |
| 2015 | Identicals           | Johan          | Junto a Nora-Jane Noone, Tony Way, Lachlan Nieboer, Tim Faraday y Andrew Buckley                                            |
| 2015 | Commitment           | Hombre         | Cortometraje; junto a Tamsin Topolski, Mish Boyko, Imogen Daines y Nadine Lewington                                         |
| 2014 | Between Places       | Christian      | Cortometraje; junto a Morven Christie, Sam Hazeldine, Nicholas Farrell, Rebecca Night, Alex Corbet Burcher y Gareth Winters |
| 2014 | X Moor               | Matt           | Junto a Melia Kreiling, Mark Bonnar, Simone Kirby, Olivia Popica y Sophie Harkness                                          |
| 2014 | Babylon              | Warwick        | Junto a Brit Marling, Adam Deacon, Jill Halfpenny, Paterson Joseph y Daniel Kaluuya                                         |
| 2012 | Spike Island         | Dave Famous    | Junto a Elliott Tittensor, Nico Mirallegro, Emilia Clarke, Matthew McNulty, Michael Socha, Lesley Manville y Antonia Thomas |
| 2010 | Stanley Park         | Harry          | Junto a Holliday Grainger, Sharon Horgan, Joe Cole, Jennie Jacques, Morwenna Banks, David Kennedy y Antonia Thomas          |

### Videojuegos
| Año  | Título                  | Notas                              |
| ---- | ----------------------- | ---------------------------------- |
| 2018 | Vampyr                  | Agamemnon / Harry / Lord Hamersley |
| 2014 | Dragon Age: Inquisition | Voces adicionales                  |

### Director
| Año  | Título | Notas        |
| ---- | ------ | ------------ |
| 2015 | Hero   | Cortometraje |